# Parco nazionale di Manas
Il parco nazionale di Manas è un'area naturale protetta, patrimonio dell'umanità, riserva del progetto Tigre, riserva degli elefanti e riserva della biosfera situata nell'Assam, nell'India nord-orientale. Si trova ai piedi dell'Himalaya e una parte sconfina in Bhutan. Il parco è conosciuto per le sue specie rare endemiche come la tartaruga di Assam, il coniglio ispido, il presbite dorato ed il cinghiale nano.

## Origine del nome
Il nome del parco nasce dal fiume Manas, che a sua volta lo prende dal dio serpente Manasa. Il fiume Manas è uno dei maggiori affluenti del Brahmaputra che attraversa il parco.

## Storia del parco
Il parco nazionale di Manas venne dichiarato Santuario il 1º ottobre 1928 con un'area di 360 km². La riserva Manas Tiger venne creata nel 1973. Prima di essere un Santuario era una Riserva Forestale chiamata Riserva Forestale di Manas e Nord Kamrup. Venne usato dalla dinastia Koch e dal Rajà di Gauripur come riserva di caccia. Nel 1951 e nel 1955 l'area venne estesa fino a 391 km². Venne dichiarato patrimonio dell'umanità dell'UNESCO nel dicembre 1985. Le riserve forestali di Kahitama, Kokilabari e Panbari vennero aggiunte nel 1990 per formare l'attuale parco nazionale di Manas. Nel 1992 l'UNESCO lo dichiarò bene in pericolo a causa del bracconaggio e delle attività terroristiche, condizione che è rimasta fino al 2011, quando è stato dichiarato di nuovo sicuro. Il 25 febbraio 2008 l'area venne ulteriormente allargata fino a 950 km².

## La popolazione
Esiste un solo villaggio, Agrang, proprio al centro del parco nazionale. Altri 56 villaggi circondano il parco. Altri villaggi di confinanti sono direttamente o indirettamente dipendenti dal parco.

## Geografia del parco
Geografia politica: L'area del parco cade sotto sei distretti: Kokrajhar, Bongaigaon, Barpeta, Nalbari, Kamrup e Darrang, nello stato indiano di Assam.
Geografia fisica: Manas si trova alle pendici orientali dell'Himalaya. Il parco contiene una fitta vegetazione. Il Manas è il fiume principale, uno dei maggiori affluenti del Brahmaputra. Il Manas scorre nella parte occidentale del parco, in seguito si divide in due flussi distinti, il Beki ed il Bholkaduba. Il Manas ed altri cinque fiumi minori scorrono nel parco che si trova su un terreno alluvionale. Il fondo roccioso della parte settentrionale è composto da calcare ed arenaria, mentre i prati del sud hanno uno spesso strato di depositi alluvionali. Le formazioni Himalayane si fondono con la foresta trasformando il parco in un'area con una ricca biodiversità. Il parco è composto da 391 km² situati ad un'altezza di 61/110 metri sul livello del mare.
Clima: La temperatura minima si aggira attorno ai 15 gradi, mentre la massima è di 37. Le piogge sono intense tra maggio e settembre, raggiungendo un livello annuale di circa 333 cm.

## Storia naturale del parco

### Biomi
Esistono due principali biomi nel parco di Manas:
- Le praterie
- Le foreste

### Flora

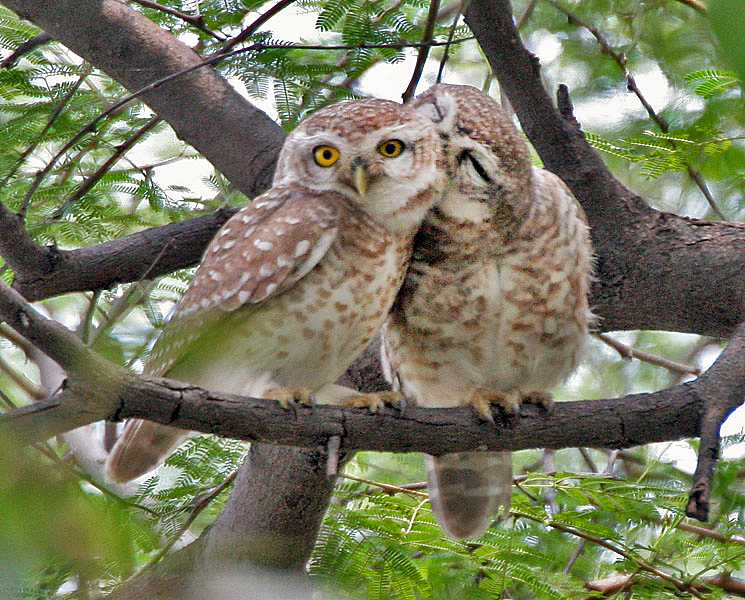
Una coppa di Athene brama

Le Foreste monsoniche Burma di Manas si trovano al confine tra le zone Indo-Gange e Indo-Himalaya, e fanno parte della valle del Brahmaputra.
Le foreste decidue secche lasciano il posto a quelle umide avvicinandosi ai fiumi, per poi passare a foreste di sempreverdi nella parte settentrionale del parco. Sono state contate oltre 543 specie vegetali. di queste 374 sono dicotiledoni (di cui 89 alberi), 139 monocotiledoni e 30 pteridofite e gimnosperme. Tra gli alberi diffusi nel parco ci sono Aphanamixis polystachya, Anthocephalus chinensis, Syzygium cumini, Bauhinia purpurea, Mallotus philippensis, Cinnamomum tamala, Actinodaphne obvata, Bombax ceiba, Sterculia villosa, Dillenia indica, Dillenia pentagyna, Careya arborea, Lagerstroemia parviflora, Lagerstroemia speciosa, Terminalia bellirica, Terminalia chebula, Trewia polycarpa, Gmelina arborea e Oroxylum indicum. I prati sono dominati da Imperata cylindrica, Saccharum naranga, Phragmites karka, Arundo donax, Dillenia pentagyna, Phyllanthus emblica e Bombax ceiba.

### Fauna
Il parco ospita 55 specie di mammiferi, 380 di uccelli, 50 di rettili e 3 di anfibi. 31 specie dei mammiferi sono considerati a rischio.
La fauna del parco include elefanti indiani, rinoceronti indiani, gaur, bufali indiani, barasinga, tigri, leopardi, leopardi nebulosi, gatti di temminck, Trachypithecus pileatus, Trachypithecus geei, macachi di Assam, Nycticebus, hulok, orsi labiati, muntjak indiani, cervi porcini, sambar e cervi chital.
Tra le specie di uccelli si ricordano gallinacei, anatre, fagiani, pellicani, aquile pescatrici e falconi.

## Informazioni specifiche del parco

### Attività
Il modo migliore per osservare la vita selvatica del parco è quello di usare potenti binocoli, meglio se con visione notturna. Il modo ideale per muoversi è una jeep a quattro ruote motrici. Sul fiume Manas si organizzano gite in barca da Mathanguri al termine del canale navigabile, circa 35 km dopo. La terza possibilità è la cavalcata di elefanti organizzata dalle guide del parco. In questo modo si raggiungono le zone interne del parco, e si riescono a vedere anche elefanti, rinoceronti e bufali. Il parco viene chiuso durante la stagione dei monsoni.

### Alloggi
All'interno del parco, a Mothanguri, si trovano degli alloggi.
Il Campo della Giungla di Manas è un progetto della Community Conservation Tourism a Kokilabari, nella parte orientale del parco, gestito dalla MMES (Manas Maozigendri Ecotourism Society). Il progetto sviluppa vari programmi di conservazione culturale, artigianale e di controllo al fine di fermare il bracconaggio ed il pascolo del bestiame. Questa iniziativa ha ottenuto l'apprezzamento dell'UNESCO che lo considera un mezzo per la salvaguardia di Manas.

### Accessi
- Aeroporto: Borjhar
- Stazione ferroviaria: Barpeta Road
- Autostrada: NH 31 (a 22 km)
- Villaggio più vicino: il villaggio di Barpeta Road si trova vicino all'entrata del parco
- Città più vicina: la città di Guwahati si trova a 176 km dal parco